# Christian Vision (Biélorussie)
 (mars 2022).
Christian Vision est un groupe de travail du Conseil de coordination de Biélorussie pour formuler et soutenir la contribution des chrétiens aux objectifs du conseil : surmonter la crise politique et assurer la réconciliation.

## Statut et adhésion
Le groupe est créé le 9 septembre 2020 en tant qu'association interconfessionnelle informelle ouverte aux membres du Conseil de coordination. La déclaration annonçant la création du groupe est initialement signée par 24 personnes laïques et ordonnées des principales confessions chrétiennes de Biélorussie.

## Activités
Christian Vision surveille et rend public les faits de persécution des personnes de foi en raison de leurs croyances ou opinions politiques,, les faits de violence et la violation de leurs droits dans le lieu de détention. Ces rapports constituent la base des observations de la persécution en Biélorussie pour des motifs religieux pendant la crise politique; ils sont publiés en russe et en anglais. Les rapports ont été utilisés par les médias nationaux et internationaux pour leurs propres reportages,.
Le groupe s'est mobilisé et a rendu compte des paroles et des œuvres des laïcs et du clergé en faveur de la non-violence, du rétablissement de l'État de droit et de la libération des prisonniers politiques,.
Le groupe a encouragé les théologiens, les ministres ordonnés et d'autres personnes en Biélorussie et à l'étranger à développer une perspective théologique réflexive sur les protestations et les persécutions en Biélorussie. Un exemple sans précédent pour la Biélorussie d'une telle réflexion a été la lettre de Svetlana Tikhanovskaïa au Pape François.
Christian Vision a organisé et soutenu des campagnes pour les prisonniers politiques, les croyants persécutés et les communautés religieuses en Biélorussie.
Le groupe fait connaître son travail sur son site Web et les chaînes Telegram et Facebook.